# Pouzolzia sanguinea
Pouzolzia sanguinea är en nässelväxtart som först beskrevs av Carl Ludwig von Blume, och fick sitt nu gällande namn av Elmer Drew Merrill. Pouzolzia sanguinea ingår i släktet Pouzolzia och familjen nässelväxter.

## Underarter
Arten delas in i följande underarter:
- P. s. cinerascens
- P. s. elegans
- P. s. formosana